# John Broome
 John Broome (4 de mayo de 1913 - 14 de marzo de 1999), quien además utilizó los seudónimos de John Osgood y Edgar Ray Meritt, fue un escritor de cómics estadounidense para DC Comics. Junto con Gil Kane, cocreó el supervillano Sinestro.

## Premios
Broome recibió un premio Alley en 1964 a la mejor historia corta: «Doorway to the Unknown!» en The Flash #148 (noviembre de 1964), con el artista Carmine Infantino. Recibió un premio Inkpot en 1998 y póstumamente recibió el premio Bill Finger a la excelencia en la escritura de cómics en 2009.

## Homenajes
Un homenaje a Broome y al artista Gil Kane aparece en la novela In Darkest Night, que está ambientada en el universo de la serie animada Liga de la justicia. En la novela, un lugar en Coast City se llama «Instituto Kane/Broome de Estudios Espaciales». En la película directa a DVD Emerald Knights, Broome Kane Galaxy también lleva el nombre de él y Gil Kane. En la Linterna Verde de 2011, el Broome's Bar lleva su nombre. En el episodio «Steam Lantern» Linterna Verde: la serie animada, el verdadero nombre del personaje del mismo nombre es Gil Broome, Esq. En el episodio de The Flash «The New Rogues», el complejo industrial en el que Amo de los Espejos y Top obtienen sus poderes es Broome Industries.

### Comics Magazine Company
- Funny Pages #7, 11 (1936–1937)

### DC Comics
- Action Comics #132–133 (Vigilante) (1949)
- Adventure Comics #175 (Superboy); #418 (Doctor Mid-Nite) (1952–1972)
- Adventures of Rex the Wonder Dog #4–46 (1952–1959)
- All-American Comics #77–78, 81, 83–88, 97, 99–102 (Green Lantern) (1946–1948)
- All-American Western #112–113, 115, 121, 123–126 (1950–1952)
- All-Flash #22, 30, 32 (1946–1947)
- All Star Comics #35, 39–57 (Justice Society of America) (1947–1951)
- All-Star Western #66, 68, 70–72, 74–75, 80, 82–90. 92–98, 100–107, 109–115 (1952–1960)
- Batman #172–173, 177–178, 186, 188, 191 (1965–1967)
- Big Town #4–5, 11, 13–50 (1951–1958)
- The Brave and the Bold #46–47, 49 (Strange Sports) (1963)
- Comic Cavalcade #20–22, 24, 27 (Green Lantern) (1947–1948)
- Detective Comics #327, 329, 332, 340–344, 346, 352, 355, 357–359, 365–366, 372, 388 (1964–1969)
- The Flash #105–122, 124–128, 130–136, 138–142, 146–149, 152–159, 161, 163–166, 168, 172–174, 176, 182, 188–191, 193–194 (1959–1970)
- Flash Comics #89, 91–93, 95–96, 98–104 (1947–1949)
- Green Lantern #25, 27–28, 30–38 (1947–1949)
- Green Lantern vol. 2 #1–16, 18–22, 24, 27, 29–31, 36, 39–40, 44–47, 49–56, 59, 66, 69–71, 75 (1960–1970)
- Hopalong Cassidy #91, 93, 99–104, 106, 108–111, 114–135 (1954–1959)
- Jimmy Wakely #4, 6 (1950)
- Mystery in Space #1, 5–8, 10–11, 13–17, 25–27, 29, 31, 33–34, 39–40, 42, 49, 53, 55–56, 59–61, 76 (1951–1962)
- New Adventures of Charlie Chan #1–6 (1958–1959)
- Phantom Stranger #1–6 (1952–1953)
- Sensation Comics #57, 70–72, 74, 82 (Sargon the Sorcerer) (1946–1948)
- Showcase #4, 8, 13–14 (The Flash); #22–24 (Green Lantern) (1956–1960)
- Strange Adventures #8–44, 46, 49, 51–60, 62, 66–70, 72–74, 76–78, 81, 84–86, 91, 97–98, 100, 103, 107–108, 110–112, 114–120, 122–123, 125–126, 128–129, 131–132, 134–135, 137–141, 143–144, 146–147, 149–150, 152–153, 155–156, 158, 160 (1951–1964)
- Superboy #27 (1953)
- World's Finest Comics #121 (Green Arrow) (1961)

#### Ediciones recopiladas
- All Star Comics Archives:
  - Volume 8 includes All Star Comics #35, 208 pages, August 2002, ISBN 1-5638-9812-8
  - Volume 9 collects All Star Comics #39–43, 192 pages, August 2003, ISBN 1-4012-0001-X
  - Volume 10 collects All Star Comics #44–49, 216 pages, August 2004, ISBN 1-4012-0159-8
  - Volume 11 collects All Star Comics #50–57, 276 pages, March 2005, ISBN 1-4012-0403-1
- The Atomic Knights collects the Atomic Knights stories from Strange Adventures #117, 120, 123, 126, 129, 132, 135, 138, 141, 144, 147, 150, 153, 156, and 160, 192 pages, May 2010 ISBN 978-1401227487
- Batman: The Dynamic Duo Archives:
  - Vol. 1 includes Detective Comics #327, 329, and 332, 240 pages, March 2003, ISBN 978-1-56389-932-4
- Captain Comet Archives collects the Captain Comet stories from Strange Adventures #9–44, 46, and 49, 400 pages, August 2013, ISBN 978-1401241087
- The Flash Archives:
  - Volume 1 collects Showcase #4, #8, #13–14 and The Flash #105–108, 224 pages, May 1998, ISBN 978-1563891397
  - Volume 2 collects The Flash #109–116, 240 pages, April 2000, ISBN 978-1563896064
  - Volume 3 includes The Flash #117–122 and 124, 224 pages, March 2002, ISBN 978-1563897993
  - Volume 4 includes The Flash #125–128 and 130–132, 216 pages, May 2006, ISBN 978-1401207717
  - Volume 5 includes The Flash #133–136 and 138–141, 248 pages, March 2009, ISBN 1-4012-2151-3
  - Volume 6 includes The Flash #142 and 146–149, 240 pages, August 2012, ISBN 978-1401235147
- Green Lantern Archives:
  - Volume 1 collects Showcase #22–24 and Green Lantern vol. 2 #1–5, 201 pages, September 1998, ISBN 1-56389-087-9
  - Volume 2 collects Green Lantern vol. 2 #6–13, 210 pages, January 2000, ISBN 1-56389-566-8
  - Volume 3 includes Green Lantern vol. 2 #14–16 and 18–21, 208 pages, May 2001, ISBN 1-56389-713-X
  - Volume 4 includes Green Lantern vol. 2 #22, 24, 27, and 29, 209 pages, July 2002, ISBN 1-56389-811-X
  - Volume 5 includes Green Lantern vol. 2 #30–31 and 36, 240 pages, April 2005, ISBN 1-4012-0404-X
  - Volume 6 includes Green Lantern vol. 2 #39–40 and 44–47, 240 pages, January 2007, ISBN 1-4012-1189-5
  - Volume 7 includes Green Lantern vol. 2 #49–56, 256 pages, September 2012, ISBN 1-4012-3513-1
- Green Lantern Omnibus:
  - Volume 1 includes Showcase #22–24 and Green Lantern vol. 2 #1–16 and 18–21, 640 pages, November 2010, ISBN 1-4012-3056-3
  - Volume 2 includes Green Lantern vol. 2 #22, 24, 27, 29–31, 36, 39–40, and 44–45, 624 pages, November 2011, ISBN 1-4012-3295-7

### Fawcett Comics
- Captain Marvel Adventures #24 (1943)
- Captain Marvel Jr. #48, 51, 54–55, 59–61 (1947–1948)
- Master Comics #24, 78–79 (1942–1947)
- Nyoka the Jungle Girl #9 (1947)

| Predecesor: Gardner Fox | Escritor de All Star Comics 1947–1951 | Sucesor: n/a |

| Predecesor: Gardner Fox | Escritor de Mystery in Space 1951-1962 | Sucesor: N/a |

| Predecesor: Gardner Fox y France Herron | Escritor de Strange Adventures 1951–1964 | Sucesor: Gardner Fox |

| Predecesor: Robert Kanigher | The Flash 1959–1970 | Sucesor: n/a |

| Predecesor: Dennis O'Neil | Escritor de Green Lantern vol. 2 1960–1970 | Sucesor: n/a |

| Predecesor: Frank Robbins | Escritor de Detective Comics 1964–1969 | Sucesor: Dave Wood |